# Sony Pictures Classics
Sony Pictures Classics è una casa di produzione e distribuzione cinematografica statunitense, divisione di Sony Pictures Entertainment. Fondata nel 1992, la Sony Pictures Classics produce, acquista, finanzia e distribuisce film indipendenti americani e internazionali. Michael Barker, Tom Bernard, e Marcie Bloom, ex capi della Orion Classics, sono i co-fondatori e co-presidenti della società.
La società è una delle due divisioni speciali di SPE, l'altra è Screen Gems (che produce film di genere).